# Johannes Rietstap
Johannes Baptista Rietstap (född 12 maj 1828, död 24 december 1891) var en nederländsk heraldiker och genealog. Han är mest känd för sammanställandet av Armorial Général, ett verk som omfattar blasoneringarna av heraldiska vapen för mer än 130 000 europeiska familjer.